# اچ‌دی ۱۰۲۱۹۵
اچ‌دی ۱۰۲۱۹۵ یک ستاره است که در صورت فلکی دوشیزه قرار دارد.